# Anastase Mikoïan

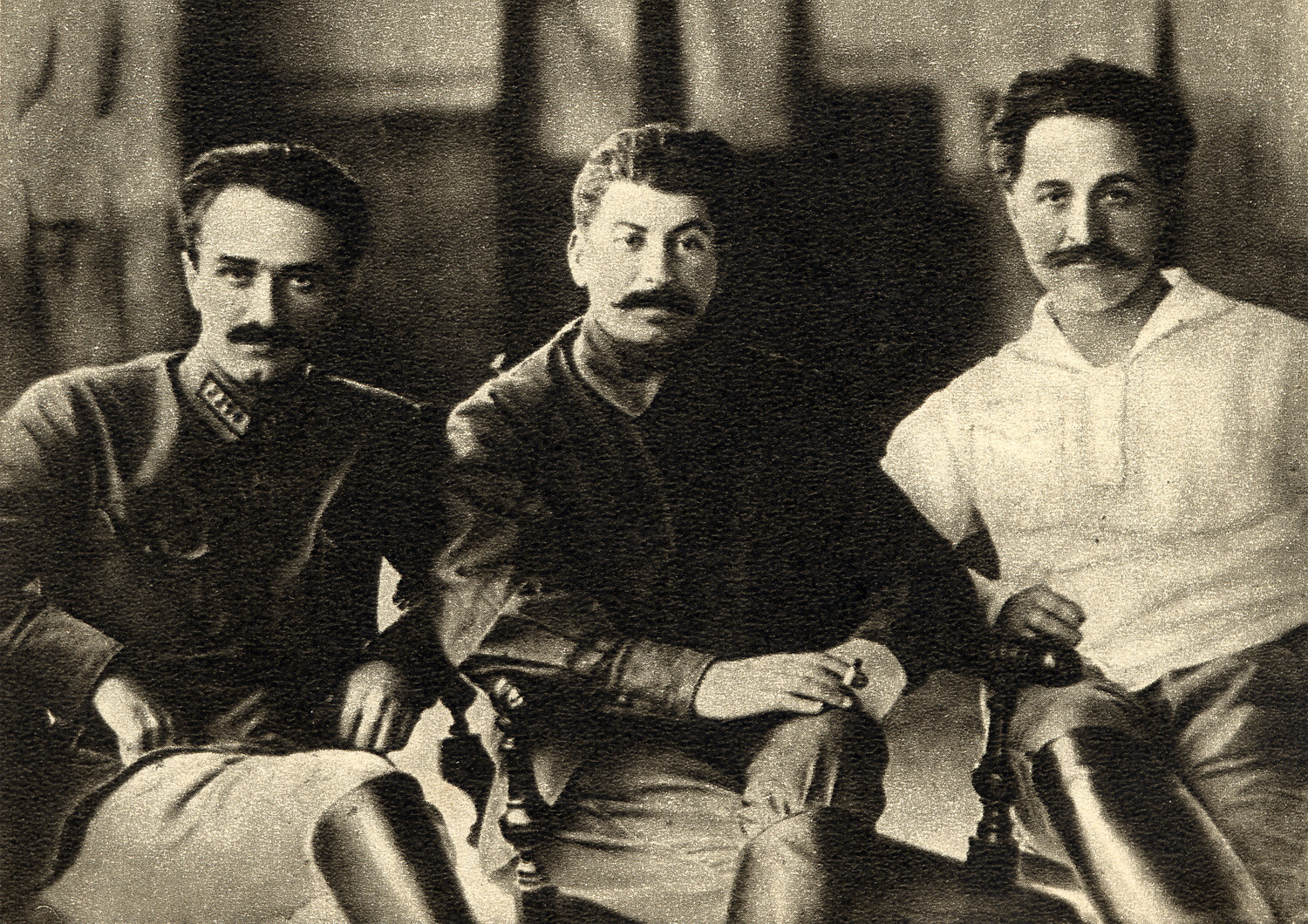
Mikoïan, Staline et Ordjonikidze en 1925.

Anastase Ivanovitch Mikoïan, ou Mikoyan (en arménien : Անաստաս Հովհաննեսի Միկոյան, Anastas Hovhannesi Mikoyan ; en russe : Анастас Иванович Микоян), né à Sanahin (Arménie) le 13 novembre 1895 (25 novembre dans le calendrier grégorien) et mort à Moscou le 21 octobre 1978, est un homme d'État soviétique.
Mikoïan a effectué d'importants voyages diplomatiques clefs à Cuba, allié de l'URSS, ainsi qu'aux États-Unis. Ses différents déplacements lui permettent d'acquérir un statut important sur la scène diplomatique internationale. Il est le frère du concepteur d'avions Artem Mikoïan.

## Biographie
Issu d'une famille arménienne modeste, il étudie la théologie et se destine tout d'abord à la prêtrise, comme Staline. Durant la Première Guerre mondiale, il abandonne cette voie et adhère au POSDR (tendance bolchévique) en 1915.
Il participe à la révolution d'Octobre dans le Caucase. Pendant la guerre civile, il est arrêté par l'armée britannique à Bakou ; il parvient à s'évader et à gagner Moscou où il rejoint Lénine et les autres dirigeants bolcheviks.
Il devient membre du Comité central à partir de 1923. Après la mort de Lénine, il est l'allié de Staline. Il occupe ensuite des postes de Commissaire du Peuple pour le Commerce intérieur et international et œuvre pour le développement de l'industrie alimentaire. Il participe également à la dékoulakisation, dirigeant personnellement des expéditions en campagne. En 1935, il est élu au Politburo. Pendant la Seconde Guerre mondiale, il fait partie du Comité de Défense d'État avec la responsabilité des questions de logistique.
Le 5 mars 1940, avec les autres membres du bureau politique, il est cosignataire du décret préparé par Beria, qui donne lieu au massacre de Katyń, où sont assassinés environ 25 700 Polonais, dont 14 700 officiers[réf. nécessaire].
Après la guerre, lui et Molotov tombent en disgrâce, subissant probablement là les conséquences d'une trop grande longévité au sein de l'appareil communiste. Lors du XIXe congrès du PCUS, en octobre 1952, ils sont violemment attaqués par Staline, et n'ont probablement la vie sauve que grâce à la mort du dictateur en mars 1953. Staline fait arrêter deux de ses fils.
Après avoir occupé différents postes élevés au gouvernement — il fut notamment ministre du Commerce de Malenkov —, il soutient pourtant Khrouchtchev contre Malenkov et devient vice-premier ministre de 1955 à 1957, puis de 1958 à 1964.
Il effectue une visite d'État à Cuba en février 1960, alors que les États-Unis mettent en place un dispositif de sanctions économiques bientôt suivi d'un embargo, et signe plusieurs accords commerciaux avantageux pour l'île caribéenne.
En 1964, après la chute de Khrouchtchev, il est élu président du Présidium du Soviet suprême, c'est-à-dire chef de l'État en titre, jusqu'en 1965.
Il écrit ses mémoires en 1970. Son épouse est décédée en 1962.

### Vie privée et personnalité
Simon Sebag Montefiore le décrit comme « mince, réservé, astucieux et travailleur […] extrêmement intelligent et caustique ». Il était très proche de Staline, qu’il ne craignait pas de contredire, et mangeait fréquemment chez lui. Leurs enfants respectifs jouaient souvent ensemble, et Staline surnommait ceux de Mikoïan les « Mikoïantchik ». Anastase était un père très strict, qui tenait à son rang de membre du Politburo, et reprochait à sa mère de « s’oublier » quand elle prenait ses petits-enfants dans ses bras. Il comprenait l’anglais et avait appris l’allemand en autodidacte, traduisant Das Kapital en 1931. Il était également bon danseur, notamment de lezginka, gopak et polka.

## Publication
- Une vie de lutte, traduit du russe sous la direction de Mireille Lukoševicius, Éditions du Progrès, 1973 (486 p.)

## Apparitions dans la culture populaire
Dans l'album d'Edgar P. Jacobs SOS Météores, parmi les diverses allusions antisoviétiques de la bande dessinée, on peut noter que le physique du général de la base météorologique perturbant le climat est directement inspiré des traits d'Artem Mikoïan.

## Distinctions
Principaux titres et décorations, classés par ordre de préséance :
- Héros du travail socialiste
- Ordre de Lénine six fois
- Ordre de la révolution d'Octobre
- Ordre du Drapeau rouge

Entre 1933 et 1958, le village d'Oktiabrski au Kamtchatka s'appelait imeni Mikoïan (littéralement « du nom de Mikoïan »).